# Claudio Salgado
Claudio Salgado, född 27 februari 1964 i Santiago, Chile. Han studerade i Ryssland.

## Filmografi i urval
- 1996 – En fyra för tre (TV-serie) (gästroll)
- 1997 – Tic Tac
- 1999 – Noll tolerans
- 2000 – Dykaren
- 2009 – Stenhuggaren

## Teater

### Roller (ej komplett)
| År   | Roll | Produktion                                                               | Regi            | Teater                    |
| ---- | ---- | ------------------------------------------------------------------------ | --------------- | ------------------------- |
| 1997 |      | Europa David Greig                                                       | Joachim Siegård | Folkteatern               |
| 1997 |      | La Barracca Lars-Eric Brossner och Kjell Sundstedt                       | Eva Gröndahl    | Folkteatern               |
| 2000 |      | Det finns ingen moral längre, sade Björn Afzelius och dog Martin Theorin | Martin Theorin  | Teater Pugilist, Göteborg |